# 1945 في فلسطين الانتدابية
أحداث العام 1945 في الانتداب البريطاني على فلسطين.

## أصحاب المناصب
- المفوض السامي - جون فيريكير، الفيكونت غورت السادس حتى 5 نوفمبر؛ السير آلان كننغهام.
- إمارة شرق الأردن - عبد الله بن الحسين
- رئيس وزراء شرق الأردن - سمير الرفاعي حتى 19 أيار. ثم خلفه إبراهيم هاشم.

## الأحداث
- 11 تموز- تأسيس كيبوتس هوكوك.

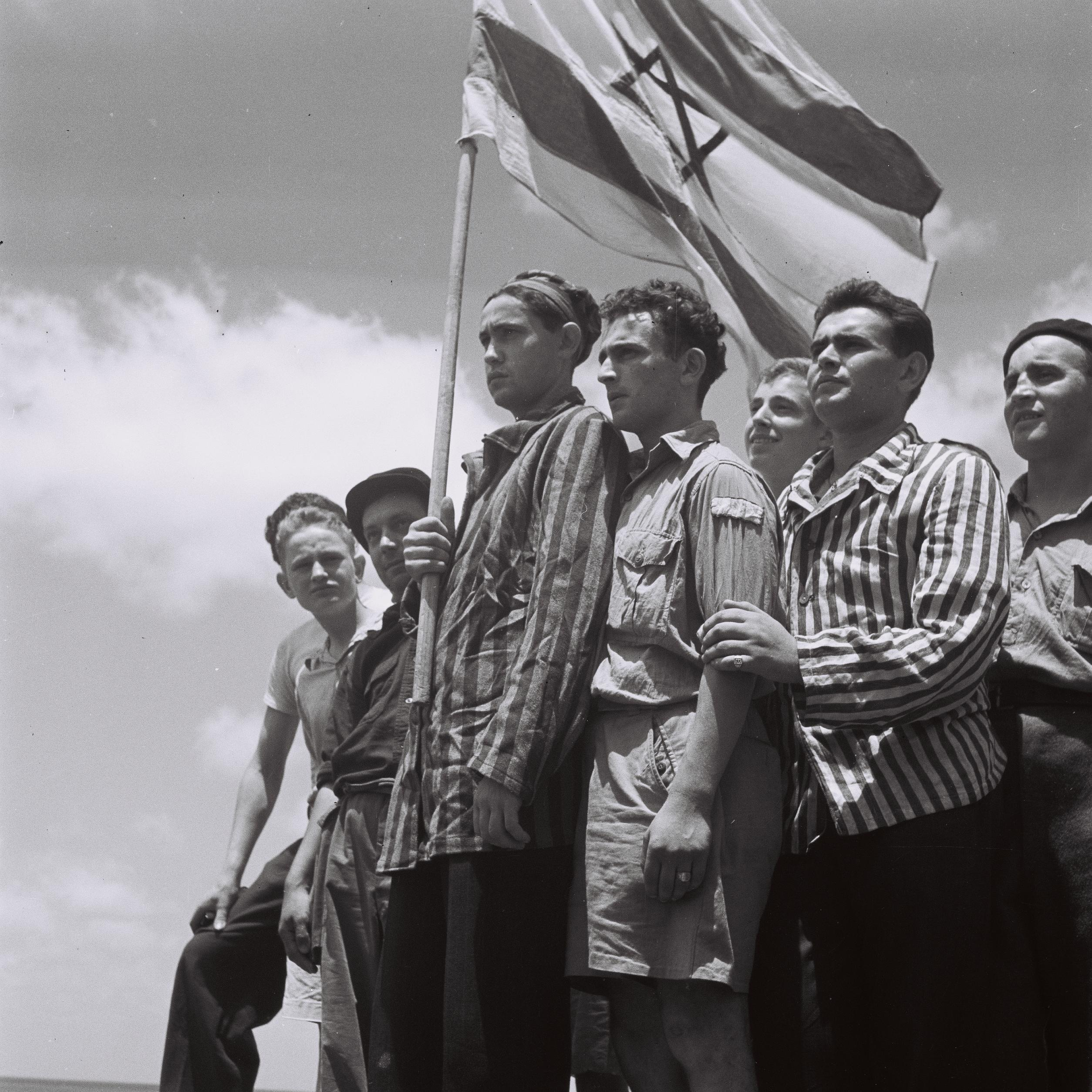
ناجون من بوخنفالد يصلون إلى حيفا ليتم اعتقالهم من قبل البريطانيين، 15 يوليو 1945

- 15 يوليو- وصل الناجون من الهولوكوست اليهود من معسكر اعتقال بوخنفالد النازي إلى ميناء حيفا واعتقلهم البريطانيون.
- 31 أغسطس- أصدر الرئيس الأمريكي هاري ترومان بيانًا يطلب من الحكومة البريطانية قبول 100000 لاجئ يهودي في أوروبا إلى فلسطين.
- 27 سبتمبر - أصدرت سلطات الانتداب أنظمة الدفاع في حالات الطوارئ.[1]
- 2 نوفمبر- العرب يتظاهرون ضد البريطانيين.
- 5 تشرين الثاني (نوفمبر)- يتولى السير آلان كننغهام منصب المفوض السامي لفلسطين.

### تواريخ غير معروفة
- تأسيس كيبوتس جلعيد.

## الولادات البارزة
- 17 كانون الثاني (يناير)- آشر غرونيس، فقيه إسرائيلي رئيس سابق للمحكمة العليا في إسرائيل
- 30 كانون الثاني (يناير)- يورام لاس، سياسي إسرائيلي وطبيب، أستاذ الطب بجامعة تل أبيب
- 9 شباط- حاييم بير، روائي إسرائيلي
- 20 شباط/ فبراير - عمرام متسناع، سياسي إسرائيلي وجنرال سابق، قائم بأعمال رئيس بلدية يروحام، ورئيس بلدية حيفا الأسبق.
- 23 شباط- يوسي بن حنان جنرال اسرائيلي
- 1 مارس- توم سيغيف، مؤرخ إسرائيلي
- 1 آذار- الصحفي الإسرائيلي إيهود يعاري
- 8 آذار/ مارس- عطار عراد، موسيقي أميركي إسرائيلي
- 8 آذار/ مارس- ديفيد عسقلان، نحات إسرائيلي وفنان زجاج ملون
- 15 آذار/ مارس - داني ياتوم، سياسي إسرائيلي ورئيس الموساد
- 22 آذار- هيليل فايس، أستاذ الأدب الإسرائيلي
- 28 آذار/ مارس- روث جافيسون، محامية إسرائيلية
- 29 آذار مارس- يهودا بركان ممثل ومنتج ومخرج وكاتب سيناريو إسرائيلي (توفي 2020)
- 2 نيسان- موشيه بيليد، سياسي إسرائيلي
- 9 نيسان/ أبريل- الصحفي والكاتب والناقد الإسرائيلي آدم باروخ (توفي عام 2008)
- 10 نيسان- مردخاي مشاني سياسي إسرائيلي (توفي عام 2013)
- 19 نيسان- اليعازر مزراحي رسام إسرائيلي
- 21 نيسان/ أبريل- نداف ليفيتان، مخرج سينمائي وكاتب سيناريو إسرائيلي (توفي عام 2010)
- 26 نيسان/ أبريل- أفيشاي هينك، أخصائي علم نفس عصبي إسرائيلي
- 14 مايو- يوشانان فولاش لاعب كرة القدم الإسرائيلي
- 28 أيار- عنات ماور، سياسي إسرائيلي
- 30 مايو- مكرم خوري، ممثل عربي إسرائيلي أول عربي يفوز بجائزة إسرائيل
- 1 حزيران/ يونيو- مناحيم فرومان ، حاخام إسرائيلي وناشط سياسي (توفي 2013)
- 5 حزيران/ يونيو- نيشاما ريفلين، سيدة إسرائيل الأولى (توفي عام 2019)
- 19 حزيران (يونيو)- ليا تسميل، محامية إسرائيلية
- 27 حزيران/ يونيو - عامي أيالون، سياسي إسرائيلي وعضو سابق في الكنيست عن حزب العمل
- 3 تموز/ يوليو- عالم رياضيات إسرائيلي سهارون شيلح
- 5 تموز/ يوليو- يوسف شابيرا، قاضٍ إسرائيلي، مراقب الدولة الحالي لإسرائيل
- 25 تموز- راشيل شابيرا، كاتبة الأغاني والشاعرة الإسرائيلية
- 18 آب- يائير شامير، سياسي إسرائيلي ورجل أعمال وضابط في سلاح الجو
- 30 آب/ أغسطس- دانييلا فايس، ناشطة في حركة الاستيطان الإسرائيلية
- 31 آب/ أغسطس- يتسحاق بيرلمان، عازف الكمان والقائد الإسرائيلي الأمريكي
- 29 أيلول- الفنان الإسرائيلي يائير غربوز
- 30 سبتمبر- إيهود أولمرت، رئيس وزراء إسرائيل [2] عشر.
- 10 تشرين الأول- ميريام أديلسون، فاعلة خير إسرائيلية أمريكية
- 14 أكتوبر/ تشرين الأول- موكي بيتسر ضابط القوات الخاصة الإسرائيلية ومؤسس وحدة شالداغ
- 9 تشرين الثاني (نوفمبر)- زيفولون أورليف، سياسي إسرائيلي
- 23 تشرين الثاني (نوفمبر)- عاصي ديان، مخرج سينمائي وممثل وكاتب سيناريو ومنتج إسرائيلي (توفي عام 2014)
- 27 تشرين الثاني (نوفمبر)- أكيفا إلدار، صحفي إسرائيلي
- 1 كانون الأول- رامي بار نيف، عازف بيانو ومؤلف ومؤلف إسرائيلي
- 22 كانون الأول- أميرام جولدبلوم، كيميائي وناشط سياسي إسرائيلي
- 31 كانون الأول- توفيا تسافير، ممثلة وكوميدي إسرائيلي
- التاريخ الكامل غير معروف
  - جيورا روم، ضابط في سلاح الجو الإسرائيلي، مدير سلطة الطيران المدني في إسرائيل
  - أدينا بار شالوم، معلمة إسرائيلية وكاتبة عمود وناشطة اجتماعية.
  - يوسف عميت، ضابط المخابرات العسكرية الإسرائيلي الذي أدين بالتجسس لصالح الولايات المتحدة
  - إيريلا جولان، سياسية إسرائيلية
  - أمير ناشومي، جنرال في سلاح الجو الإسرائيلي وباحث
  - إيلي ألون، طبيب التخدير الإسرائيلي
  - نيتزا ميتزجر-سزموك، عالم آثار إسرائيلي
  - محمود الزهار، ناشط فلسطيني، أحد مؤسسي حركة حماس [3]

## الوفيات
- 22 كانون الثاني (يناير)- تُوفي إلزه لاسكر شولر (مواليد 1869)، شاعر يهودي فلسطيني المولد.
- 11 حزيران/ يونيو- إلياهو غولومب (مواليد 1893)، روسي ولد (بيلاروسيا) زعيم جهود الدفاع اليهودية في فلسطين الانتدابية وكبير مهندسي الهاغاناه.
- 20 يوليو- تُوفي يوهانان ليفي (مواليد 1901)، مؤرخ ولغوي يهودي فلسطيني يهودي فلسطيني المولد، متخصص في فترة الهيكل الثاني
- 11 تشرين الثاني (نوفمبر)- تُوفي يهوشوا هانكين (مواليد 1864)، ناشط صهيوني روسي (أوكرانيا) كان مسؤولاً عن معظم عمليات شراء الأراضي الرئيسية للمنظمة الصهيونية العالمية في فلسطين العثمانية.